# معرض إفريقيا للفضاء والدفاع

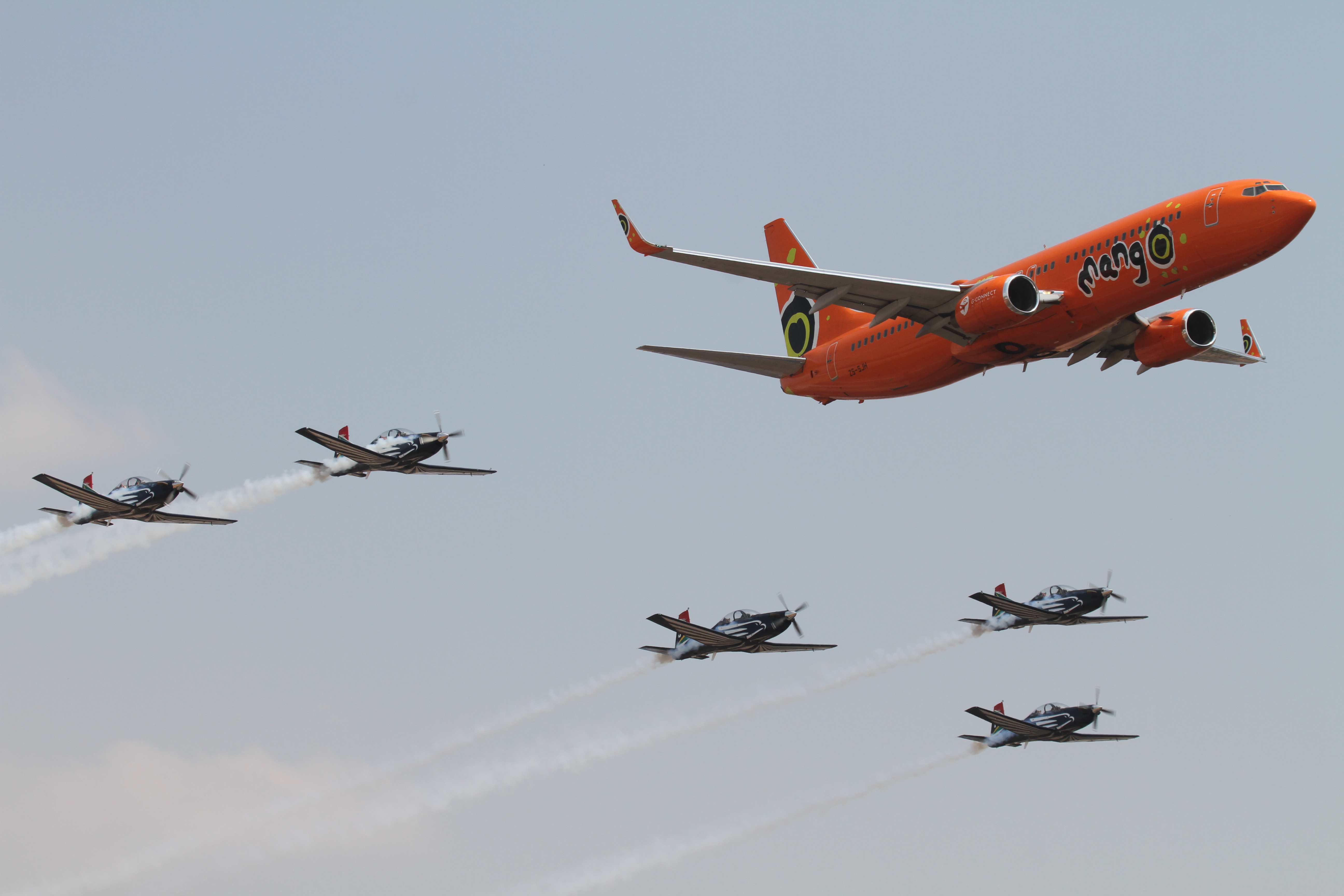
خطوط مانجو الجوية 737 في تشكيل Silver Falcons عام 2014.

معرض أفريقيا للفضاء والدفاع، (بالإنجليزية: AAD)‏ .(Africa Aerospace and Defence). هو معرض الطيران الذي يعقد كل عامين في سلاح الجو قاعدة وتركلوف، في تشواني بجنوب أفريقيا. يجمع المعرض بين المعرض التجاري والمعرض الجوي.

## خلفية تاريخية
بدأت أفريقيا الفضاء والدفاع في عام 1975. عندما قررت مجلة الطيران العالمية التي مقرها جنوب أفريقيا العالم ايرني أن معرض الفضاء الجوي المحترف كان مناسبًا، وهو مميز عن العروض الجوية في برنامج «برن استورمنق» التي كانت في ذلك الوقت بارزة.